# Heid des Gattes
Pour les articles homonymes, voir Heid.
La Heid des Gattes est une réserve naturelle belge classée située le long de l'Amblève entre Remouchamps et Aywaille en Région wallonne dans la province de Liège.

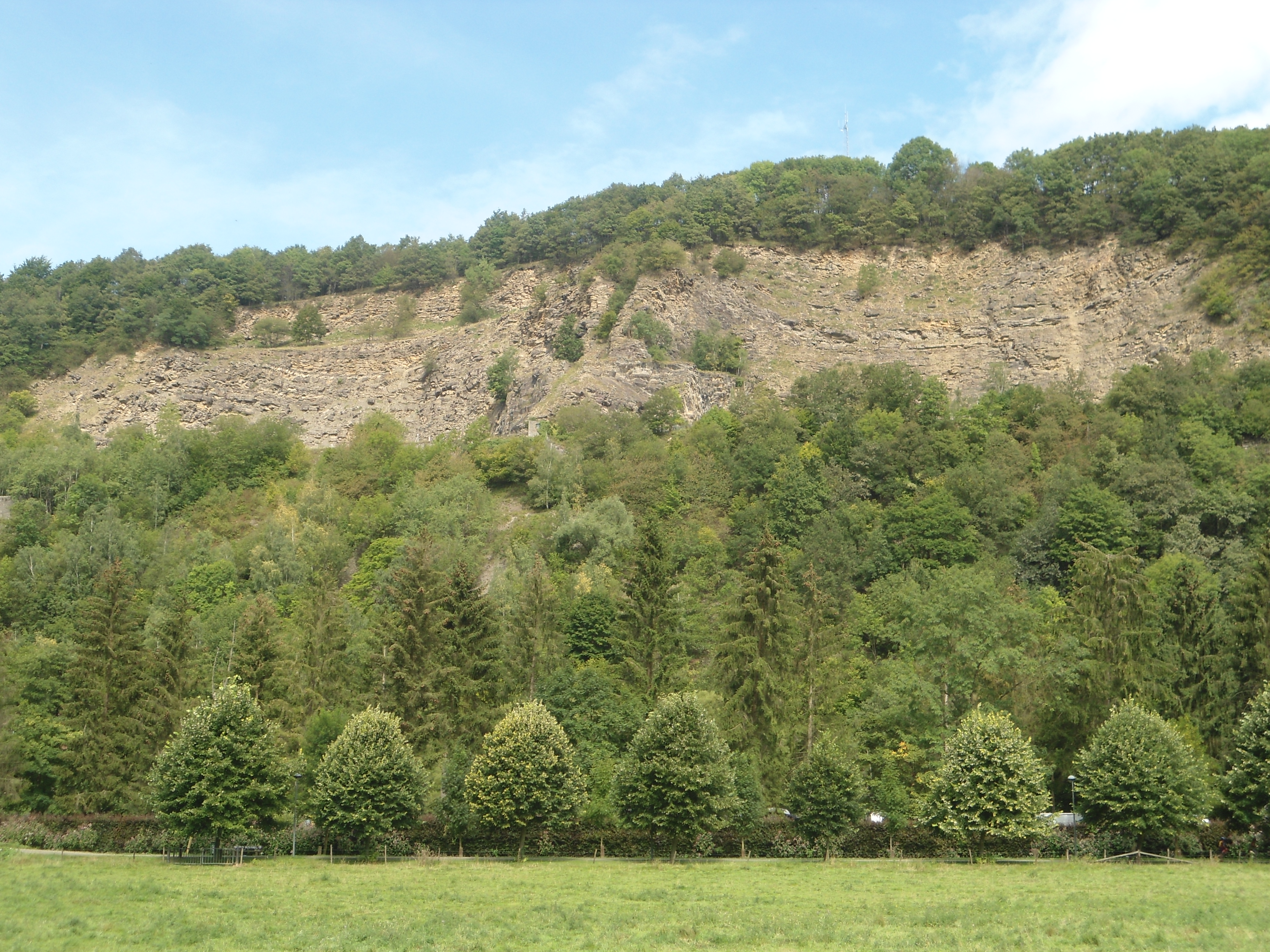
Heid des Gattes: partie ouest

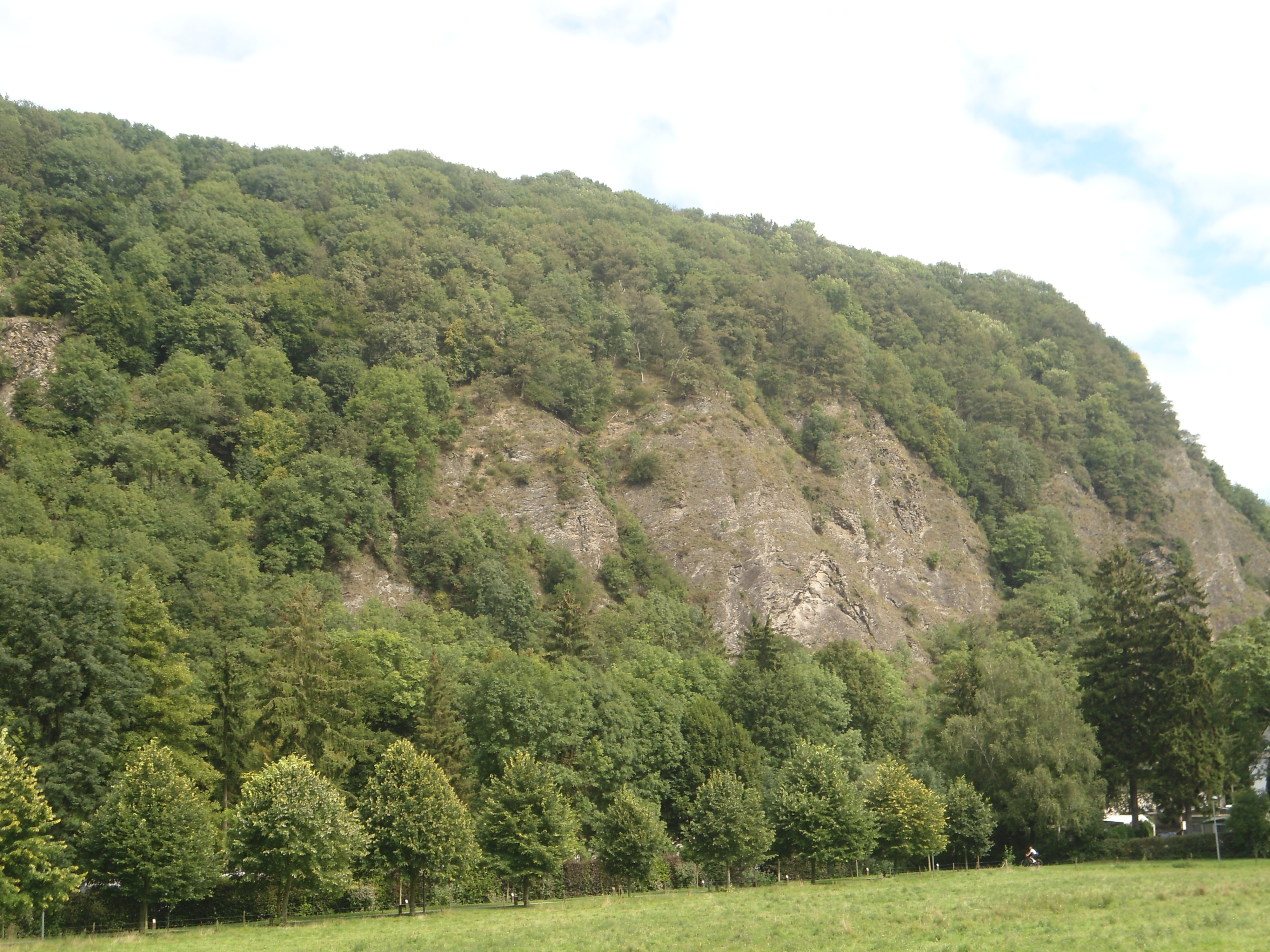
Heid des Gattes: partie est

## Situation
La Heid des Gattes (en français : le versant des chèvres) est composée de falaises situées sur la rive droite de l'Amblève. La route reliant Remouchamps à Aywaille par la rive droite sous la Heid des Gattes est fermée à toute circulation depuis de nombreuses années à la suite de fréquents éboulements. 
Le site est entouré par les anciennes carrières du Goiveux et de la Falize qui font aussi partie de la réserve naturelle ainsi qu'une zone de bois et prairies au sommet du versant près du hameau de Sur la Heid. 
D'autres sites remarquables comme les grottes de Remouchamps et le Vallon des Chantoirs ainsi que la célèbre Côte de La Redoute se trouvent dans les environs immédiats du site.

## Histoire
Le 18 septembre 1794, l'armée de la république française vainquit l'armée autrichienne en position au-dessus de la Heid des Gattes lors de la bataille de Sprimont.

## Classement
La réserve naturelle de la Heid des Gattes a été créée en 1952, classée le 29 mai 1952 et est inscrite sur la liste du patrimoine exceptionnel de la Région wallonne.
 Patrimoine classé (1952, Ensemble formé par la "Heid des Gattes", no 62009-CLT-0030-01)
 Patrimoine exceptionnel (2009, L'ensemble formé par la "Heid des Gattes", no 62009-PEX-0006-01)

## Description
La  Heid des Gattes est une falaise rocheuse d'une hauteur d'environ cinquante mètres formant une réserve naturelle de 54 hectares.
Ses falaises de grès à ciment calcaire finement stratifié marquent la limite sud du Condroz. Sur la rive opposée de l'Amblève, se trouve la bande calcaire de la Calestienne. 
L'orientation sud de la Heid des Gattes et des anciennes carrières voisines procure au site une exceptionnelle biodiversité au niveau de la faune et surtout de la flore qui possèdent ici quelques fleurs et fougères très rares et surtout plusieurs associations végétales exceptionnelles.

### Faune
Liste non exhaustive
- le grand-duc d'Europe
- le faucon pèlerin
- le choucas des tours
- le rougequeue noir
- le lézard des murailles
- la coronelle lisse
- la punaise Melanocoryphus albomaculus
- Chèvre marronne (troupeau destiné à entretenir le site)

### Flore
Liste non exhaustive
- la joubarbe d'Aywaille parfois citée comme endémique (sempervivum funckii var. aqualiense)
- l'armoise champêtre
- l'aster doré
- plusieurs espèces de fougères rares

## Visite
L'accès au site est permis toute l'année à condition de ne pas s'écarter des sentiers par mesure de sécurité et pour éviter le piétinement des végétaux et respecter la quiétude de la faune. Des panneaux et outils didactiques permettent l'identification de nombreuses espèces présentes dans la réserve naturelle. Un ancien corps de garde de la seconde guerre mondiale a été aménagé pour fournir de nombreux renseignements concernant la faune et la flore.
Chaque mois, des visites guidées thématiques sont organisées par l'asbl Ardenne et Gaume.
Les sentiers de grande randonnée 571 et 576 gravissent la Heid des Gattes et la carrière de la Falize (point de vue) entre Aywaille et Remouchamps.